# 奥斯特布鲁赫
奥斯特布鲁赫是德国下萨克森州的一个市镇。总面积10.21平方公里，总人口553人，其中男性281人，女性272人（2011年12月31日），人口密度54人/平方公里。